# Stazione di Casaleggio
Stazione di Casaleggio vasútállomás Olaszországban, Casaleggio Novara településen.

## Vasútvonalak
Az állomást az alábbi vasútvonalak érintik:
- Biella–Novara-vasútvonal

## Kapcsolódó állomások
A vasútállomáshoz az alábbi állomások vannak a legközelebb:
- Stazione di Nibbia
- Stazione di Sillavengo